# Al Plastino

Al Plastino (Nueva York, 15 de diciembre de 1921 − 25 de noviembre de 2013) fue un ilustrador, guionista y editor estadounidense conocido por su trabajo como dibujante en los cómic de Superman en la década de los 50. Se le atribuye haber creado en equipo con diversos guionistas importantes personajes del mundo de Superman, entre ellos Brainiac y Superchica.

## Carrera
Se inició profesionalmente a los 17 años de edad trabajando para diversas revistas llegando a ser entintador para la serie del Capitán América.
Enlistado en las fuerzas armadas de los Estados Unidos durante la Segunda Guerra Mundial, Plastino hizo su servicio como artista gráfico, dibujando y serigrafiando carteles y afiches así como ilustrando manuales de entrenamiento.
De regreso a la vida civil, Plastino continuó su trabajo como artista gráfico hasta que fue contratado por DC Comics por cincuenta dólares por página ilustrada.
En sus inicios, Plastino estaba obligado a imitar el más conocido estilo del ilustrador Wayne Boring hasta que los editores se acostumbraron al estilo de Plastino. Con la DC Comics, Plastino dibujó 48 cubiertas de Superman entre muchas otras revistas de la DC.
Además de Superman, Plastino trabajó en títulos como Superboy y Superman's Girl Friend, Lois Lane. Con el guionista Otto Binder, colaboró en la creación del villano Brainiac en Action Comics #242 (1958). A esto el equipo de Plastino/Binder siguió con la creación de Superchica en Action Comics #252 (1959); y en ese mismo número  pero en una historia diferente Plastino y el guionista Robert Bernstein crearon la versión clásica del villano Metallo. Plastino y Binder también dieron origen en 1959 la Legión de Super-Héroes (Action Comics #247). Finalmente en 1966 Al Plastino colaboró con el guionista Jim Shooter para crear la versión original del villano Parásito (Parasite) en Action Comics #340.
A principios de la década de los 70, Plastino fue encargado de retocar las primeras ilustraciones de Jack Kirby para la DC pues la editorial temía que el estilo de Kirby era demasiado diferente a la imagen acostumbrada de los personajes de la DC Comics.
Plastino asimismo trabajó en la tira de los periódicos Batman de 1966 a 1972, y la tira Superman a fines de los 60.  Despedido de la DC en 1968, continuó trabajando para las tiras de los periódicos de la DC. Además dibujó las tiras de Ferdinando (Ferd'nand en la versión original), hasta 1989. y en las tiras de Periquita en 1982-83 tras fallecer Ernie Bushmiller. Durante este mismo periodo United Media le encargó dibujar de incógnito la tira Peanuts cuando Charles M. Schulz hubo de someterse a cirugía del corazón en in 1983. A pesar de ello, estas tiras resultaron innecesarias y jamás se publicaron.
Cuando se retiró, Al Plastino se dedicó a la pintura.
Falleció de cáncer de próstata el 25 de noviembre de 2013 a los 91 años.